# Don't Ever Let Me Go/C'mon Everybody
 Don't Ever Let Me Go/C'mon Everybody  è un singolo di Eddie Cochran pubblicato nel 1958. 

## Descrizione
Il brano sul lato A, Don't Ever Let Me Go, venne in seguito reinciso da altri artisti, tra cui Vince Taylor e Ricky Norton. Il retro, C'mon Everybody, è un brano musicale rockabilly.
Nel 1959 il singolo raggiunse la sesta posizione della classifica UK Singles Chart in Gran Bretagna (dove Cochran ebbe il maggior successo e dove morì nel 1960) mentre negli Stati Uniti la canzone arrivò alla posizione numero 35 della classifica Billboard Hot 100.

## Tracce
LATO A
1. Don't Ever Let Me Go – 2:11 (Dale Fitzsimmons; edizioni musicali American Music Inc.)

LATO B
1. C'mon Everybody – 1:53 (Eddie Cochran e Jerry Capehart; edizioni musicali Metric Music Inc.)

## Formazione
- Eddie Cochran - voce, chitarra
- Connie "Guybo" Smith - basso
- Earl Palmer - batteria
- Ray Johnson - piano
- Jerry Capehart- tamburello

## Classifica
| Classifica (1958/59)   | Posizione |
| ---------------------- | --------- |
| Canadian Singles Chart | 39        |
| Flanders Singles Chart | 20        |
| UK Singles Chart       | 6         |
| US Billboard Hot 100   | 35        |

| Classifica (1988)   | Posizione |
| ------------------- | --------- |
| Irish Singles Chart | 7         |
| UK Singles Chart    | 14        |